# Коммандос Красной Руки
Коммандос Красной Руки (англ. Red Hand Commando или RHC) — незаконное вооружённое формирование ольстерских лоялистов, близкое к Ольстерским добровольческим силам. Названо в честь Красной руки Ольстера. Это подразделение является единственной вооружённой группировкой ольстерских протестантов, в чьих рядах не было двойных агентов и лиц, шпионящих в пользу ИРА.

## История

### Формирование
«Коммандос Красной Руки» были сформированы в 1970-е годы году в западном Белфасте в квартале Шенкилл Джоном Маккигом, деятелем движения «Тара», и коллегами из Ассоциации обороны Шенкилла (в том числе Уильямом «Пламом» Смитом. Отделения движения располагались в восточной части Белфаста, в Шенкилле, Сэнди-Роу, Ньютаунэбби и в графстве Даун. В том же году «Коммандос Красной Руки» вошли в состав Ольстерских добровольческих сил, сохранив свою структуру и при этом взяв на себя обязанности снабжать бойцов Ольстерских добровольцев оружием и личным составом. В 1973 году группировка была запрещена законодательно.

### Прогрессивная юнионистская партия
Прогрессивная юнионистская партия была образована в 1979 году группой членов Коммандос Красной Руки. Первое собрание её членов состоялось в тюрьме Мэйз: среди организаторов были Уильям Смит и лидер Коммандос Уинстон Черчилль Ри.

### Участие в конфликте в Ирландии
Вплоть до 1994 года «Коммандос Красной Руки» участвовали в вооружённом конфликте в Северной Ирландии. Согласно данным Ольстерского университета, «Коммандос» причастны к смерти 13 человек (из них 12 гражданских и один собственный боец). Вместе с тем некоторые лоялистские группировки, совершая преступления против гражданского населения, во многих обращениях представлялись как «Коммандос Красной Руки» (особенно в этом преуспели сами Ольстерские добровольческие силы). Досконально подтверждены следующие теракты и вооружённые нападения:

#### 1970-е
- 8 февраля 1972: на Крамлин-Роуд в Белфасте расстрелян в автомобиле бывший член Католической ассоциации служащих[5].
- 31 октября 1972: католик застрелен на рабочем месте на Лисбёрн-Роуд в Белфасте.
- 11 ноября 1972: католик застрелен в своём магазине на Крамлин-Роуд в Белфасте.
- Июль 1974: без предупреждения за 14 дней прогремели взрывы в 14 католических барах: погиб 1 человек, ранено более 100[6].
- 12 апреля 1975: перестрелка и взрыв в баре «Стрэнд» на Андерсон-Стрит в Белфасте, погибли 6 католиков[7].
- 19 декабря 1975: около таверны «У Кея» в Дандалке взорвался автомобиль. Погибли 2 человека, ранены 20. В тот же день в трактире «Сильвербридж Инн» близ Кроссмаглена произошла перестрелка и последовал взрыв бомбы: погибли два католика-ирландца и англичанин, шестеро раненых. Подозрения пали на банду Гленанн.
- 2 мая 1976: католик застрелен около своего дома в Тислкросс, графство Лаут.
- 2 июня 1976: по ошибке застрелен протестант в Комбере, графство Даун.
- 28 октября 1976: убита бывший вице-председатель партии «Шинн Фейн» Мэйр Драмм[8]: убийцы переоделись во врачей и расстреляли её в больнице «Матер Инфирморум». Драмм умерла на операционном столе, несмотря на усилия врачей. Арестован был и офицер службы безопасности больницы[9].
- 8 марта 1978: убиты гражданский житель и член ИНОА в Портадауне, графство Арма.

#### 1980-е
Активной деятельности «Коммандос Красной Руки» не зафиксировано.
Сам Джон Маккиг был убит 29 января 1982 года в магазине на Альбертбридж-роуд в Восточном Белфасте. В его убийстве обвинялись как Ирландская национальная освободительная армия, так и Разведывательный корпус Британской армии.

#### 1990-е
- 10 августа 1991: «Лоялистская группа обороны и воздания» (предположительно, это Коммандос Красной Руки) расстреляла католика в магазине на Донегалл-Роуд в Белфасте за то, что тот продавал проирландскую газету An Phoblacht.
- 28 сентября 1991: «Лоялистская группа обороны и воздания» расстреляла католика в магазине на Сент-Джеймс-Роуд в Белфасте за то, что тот продавал проирландскую газету An Phoblacht.
- 9 октября 1992: убит протестант на рабочем месте на Мерсей-Стрит в Белфасте, которого подозревали в шпионаже.
- 1 января 1993: убиты двое католиков на Манор-Стрит, которые мыли машину. Коммандос заявили, что это была месть за убитого там же двумя днями ранее британского солдата[10].
- 17 февраля 1993: дом католического гражданина в Ньютаунэбби обстрелян неизвестными[11].
- 30 мая 1993: убит католик дома в Дандоналде, графство Даун.
- 13 сентября 1993: убит протестант около дома своей девушки в Кэрроудоре, графство Даун.
- 17 февраля 1994: убит католик в доме своих родственников на Скегонил-Авеню в Белфасте.
- 7 апреля 1994: протестантская женщина убита на дворе заброшенного дома на Донегалл-Авеню в Белфасте. Она была избита и затем застрелена группой «Коммандос», которые приняли её за католичку.
- 28 сентября 1995: в результате драки лоялистами убит их же соратник в Бангоре, графство Даун.
- 17 марта 1999: член «Коммандос» убит в результате ссоры лоялистами из Ольстерских добровольческих сил на Мальверн-Уэй в Белфасте[12].

#### 2000-е
- 13 сентября 2002: в автомобиле расстрелян член Лоялистских добровольческих сил в Ньютаунардсе, графство Даун. Поводом для убийства стали разборки между отдельными лоялистскими группировками.
- 8 мая 2003: расстрелян дома член «Коммандос Красной Руки» в Кроуфордсбёрне, графство Даун. Поводом для убийства стали разборки между отдельными лоялистскими группировками.

### Прекращение огня и разоружение
В октябре 1994 года Объединённое военное командование лоялистов объявило о прекращении огня со стороны всех военизированных формирований лоялистов. В 1998 году «Коммандос Красной Руки» признали Белфастское соглашение и объявили о прекращении огня и разоружении до 2005 года, хотя есть свидетельства, что это собирались выполнить только до 2009 года. 3 мая 2007 года было объявлено о прекращении вооружённой борьбы «Коммандос» и Ольстерских добровольцев и о сложении ими оружия (оно, по заявлению, должно было отправиться на склады и охраняться от незаконного присвоения). Независимая международная комиссия по разоружению сочла такие условия недопустимыми, и в июне 2009 года коммандос сложили оружие официально.

## Комментарии
1. ↑  О прекращении огня объявили в октябре 1994 года, о прекращении боевых действий — в мае 2007 года, разоружение состоялось в 2009 году